# Laccodrosophila flavescens
Laccodrosophila flavescens är en tvåvingeart som beskrevs av Wheeler 1957. Laccodrosophila flavescens ingår i släktet Laccodrosophila och familjen daggflugor. Inga underarter finns listade i Catalogue of Life.